# 史勝林
史勝林，男，中共黨員，中華人民共和國軍事、政治人物
現任武警安徽省總隊司令員，曾任武警8672部队副师长、武警8670部队副部队长、武警新疆总队副参谋长等。現有武警少將警銜。